# Octavia Rogers Albert
Octavia Victoria Rogers Albert (24 de dezembro de 1853 - 19 de agosto de 1889) foi uma autora e biógrafa afro-americana.  Ela documentou a escravidão nos Estados Unidos através de uma coleção de entrevistas com ex-escravos em seu livro The House of Bondage, ou Charlotte Brooks and Other Slaves, que foi publicado postumamente em 1890.

## Biografia
Ela nasceu Octavia Victoria Rogers em Oglethorpe, Geórgia, onde viveu na escravidão até a emancipação . Ela frequentou a Universidade de Atlanta, onde estudou para ser professora. Octavia Rogers via o ensino como uma forma de adoração e serviço cristão. Ela recebeu seu primeiro emprego como professora em Montezuma, Geórgia.

### Casamento e família
Em 1874, por volta dos 21 anos, casou-se com outro professor, Dr. Aristide Elphonso Peter Albert, e tiveram uma filha juntos, Laura T. Albert. Em 1875 Octavia converteu-se à Igreja Episcopal Metodista Africana, uma igreja sob o ministério de Henry McNeal Turner, um congressista e ativista político proeminente. Após sua conversão, ela ensinou porque viu o ensino como uma forma de adoração e como parte de seu serviço cristão, como seus colegas contemporâneos. Enquanto ensinava em Montezuma, Geórgia, ela e seu marido tornaram-se fortes defensores da educação e da "religião americana", pois usavam sua casa para dar aulas de leitura e escrita. Seu marido tornou-se um ministro ordenado na Igreja Episcopal Metodista Africana em 1877. Logo após o casal se casar, eles se mudaram para Houma, Louisiana .

## Publicações

### The House of Bondage, ou Charlotte Brooks e outros escravos
Este livro foi publicado em dezembro de 1890. Octavia Albert começou a realizar entrevistas com homens e mulheres em Houma, Louisiana, que já foram escravizados. Ela conheceu Charlotte Brooks pela primeira vez em 1879 e decidiu entrevistá-la mais tarde, junto com outros ex-escravos da Louisiana. Essas entrevistas foram a matéria-prima para sua coleção de narrativas. Trechos deste trabalho foram publicados no Southwestern Christian Advocate.
Embora a maior parte do livro se concentre na narrativa de Charlotte Brooks, Albert também implementou as entrevistas dos ex-escravos John Goodwin, Lorendo Goodwin, Lizzie Beaufort, Coronel Douglass Wilson e uma mulher conhecida como Hattie. Suas entrevistas e experiências moldaram seu livro The House of Bondage, ou Charlotte Brooks and Other Slaves como uma mistura de histórias de escravos que exporiam a desumanidade da escravidão e seus efeitos sobre os indivíduos. O objetivo de Albert ao escrever seu livro era contar as histórias dos escravos, sua liberdade e adaptação a uma sociedade em mudança para "corrigir e criar história". As histórias de Charlotte Brooks e dos outros acabariam sendo compiladas em um livro após a morte de Octavia, publicado em Nova York por Hunt e Eaton em 1890. Octavia Albert morreu em 19 de agosto de 1889, antes de The House of Bondage se tornar amplamente conhecido.